# Monte Blackburn (Antartide)
Il Monte Blackburn (in lingua inglese: Mount Blackburn) è una massiccia montagna antartica, caratterizzata da una cima piatta e alta 3.275 m, situata subito a est del Ghiacciaio Scott, dove sormonta l'estremità sudoccidentale del California Plateau e del Watson Escarpment, nei Monti della Regina Maud, in Antartide. 
Fu scoperto e denominato in onore di Quin A. Blackburn (1900-1981), che guidava il gruppo geologico della seconda spedizione antartica dell'esploratore statunitense Byrd e che attraversò con le slitte il Ghiacciaio Scott in tutta la sua lunghezza nel dicembre 1934.